# Dinxperlo
Dinxperlo ist ein Ort im Osten der Niederlande. Er gehört zur Gemeinde Aalten in der Provinz Gelderland und liegt an der Grenze zum deutschen Bundesland Nordrhein-Westfalen. Er hat 7275 Einwohner.

## Lage und Geschichte

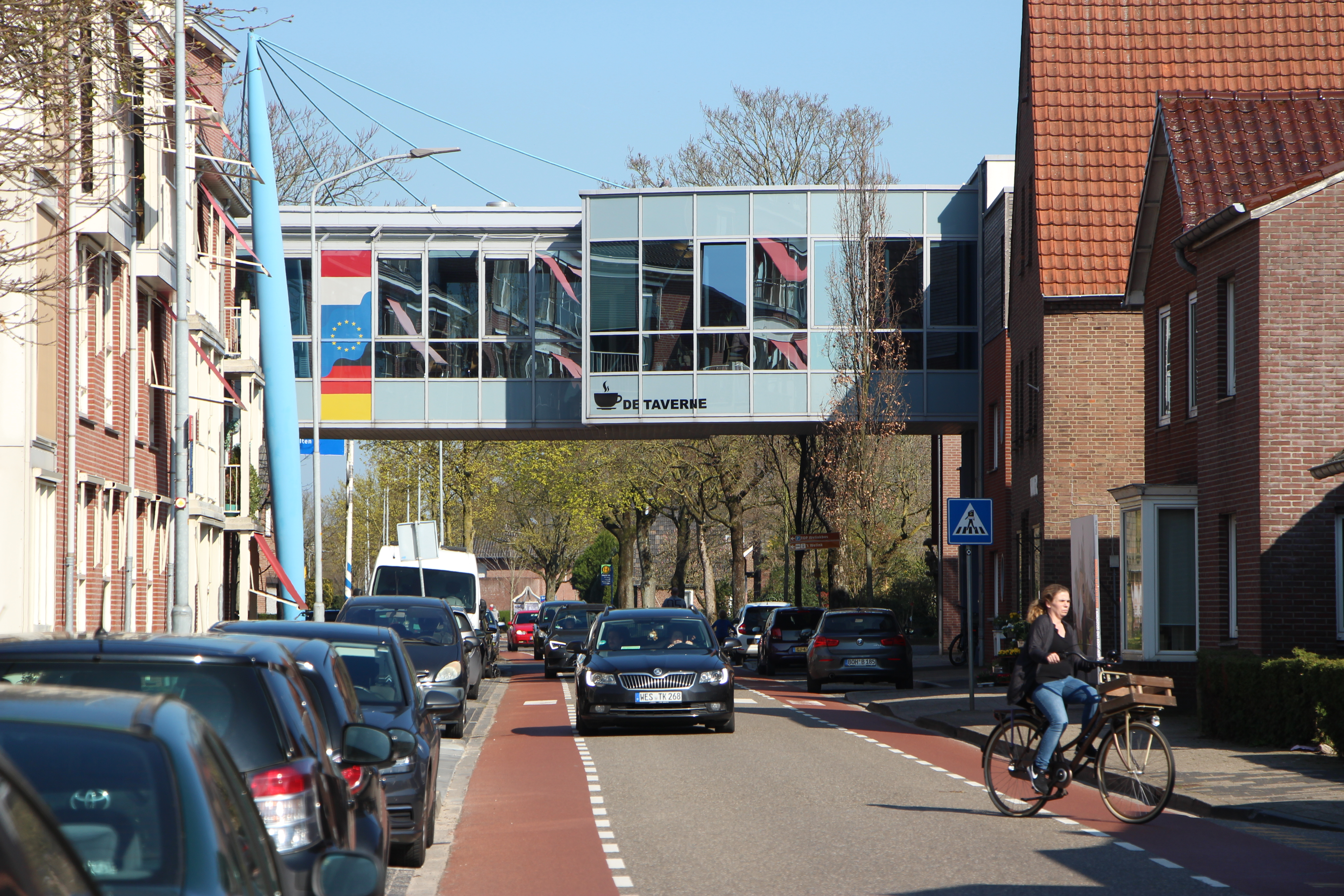
Taverne, links Heelweg, Dinxperlo; rechts (Gehweg) Hellweg in Suderwick

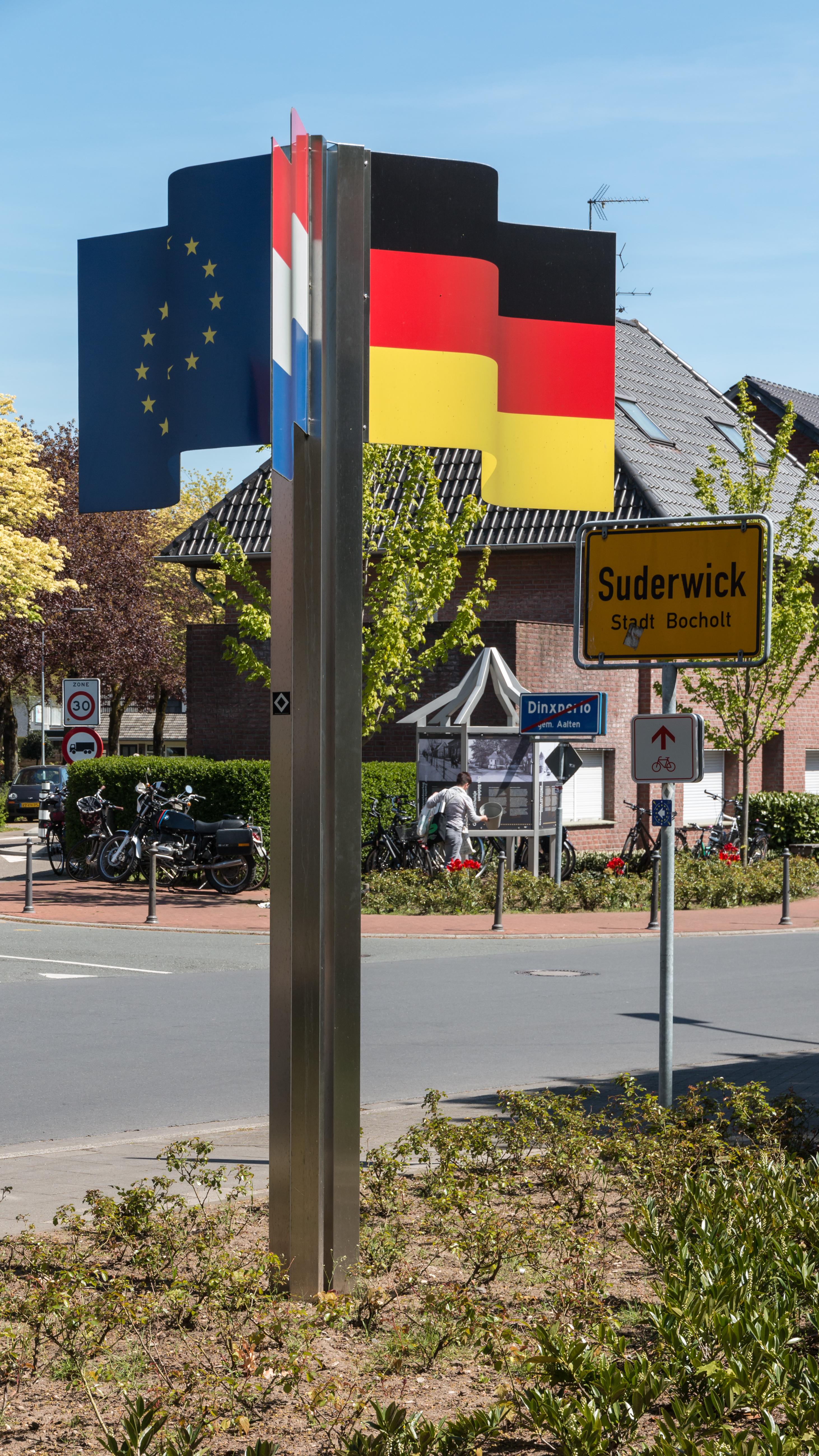
Flaggenskulptur

Dinxperlo ist direkter Nachbarort des deutschen Dorfes Suderwick, das zur Stadt Bocholt gehört. Die Buslinie C 7 verkehrt werktags über die kaum mehr sichtbare Grenze.
Dinxperlo war bis 1811 ein Bauerndorf in der Herrschaft Bredevoort, danach bis 2004 eine selbständige Gemeinde. Mit der Gemeindereform vom 1. Januar 2005 wurde die Gemeinde Dinxperlo aufgelöst und das Gebiet gehört seither zur Gemeinde Aalten.
Die Grenze zwischen Suderwick und Dinxperlo verläuft auf der Dorfstraße, die auf Deutsch Hellweg und auf niederländischer Seite Heelweg genannt wird. Der südliche Bürgersteig gehört zu Deutschland, die Fahrbahn und der nördliche Bürgersteig sind niederländisch. Im weiteren Straßenverlauf in Richtung zum niederländischen Gewerbegebiet de Rietstap heißt die deutsche Straßenseite Brückendeich, auf Niederländisch ist es der Anholtse Weg. Nach Wegfall der Grenzkontrollen ist anhand der verschiedenen Bauweisen der Häuser erkennbar, in welchem Ort und damit in welchem Staat man sich gerade befindet. Zum Teil ist der Grenzverlauf mit einer gelben Linie markiert.
Der gemeinsame europäische Aspekt wird auch dadurch betont, dass Dinxperlo die erste deutsch-niederländische Polizeistation besitzt. Sie befindet sich in der Nähe des Rathauses (Raadhuis) auf niederländischer Seite. Sie ist, ähnlich wie in Eurode bei Herzogenrath, mit einem niederländischen und einem deutschen Beamten (aus Bocholt) besetzt. Direkt auf der Grenze steht ein deutsch-niederländisches Altenheim, dessen beide Gebäudeteile durch eine Brücke über dem Heelweg/Hellweg verbunden sind. Schilder der Bewohner mit zweisprachigen Texten machen das Verhältnis zudem nachvollziehbar.
Die 1978 mit der sauerländischen Stadt Neuenrade begründete Städtefreundschaft wurde 1984 in eine Städtepartnerschaft umgewandelt.

## Sehenswürdigkeiten
Im Industriegebiet von Dinxperlo befindet sich an einer Straße entlang der Landesgrenze die kleinste Kirche der Niederlande (De Rietstap). Der Notar Theodore Marie Theophille te Rietstap hatte das Grundstück und einen größeren Geldbetrag mit der Auflage von seinem Onkel geerbt, dort eine Kirche zu errichten. Um Geld zu sparen, ließ er das Gebäude mit einer Länge von 6,40 m und einer Breite von 4,50 m sowie einem fünf Meter „hohen“ Turm sehr klein ausfallen. Zeitweise sind dort Kunstausstellungen zu sehen.
Eine Attraktion Dinxperlos ist der Markt an jedem Freitagnachmittag und -abend, der insbesondere bei den Bocholtern und Kurzurlaubern aus dem Ruhrgebiet beliebt ist.
Über die Geschichte der Grenzregion und des Schmuggels kann man sich im Grenzlandmuseum am Marktplatz informieren. Es wird von Freiwilligen einer Arbeitsgruppe des Heimatvereins unterhalten.

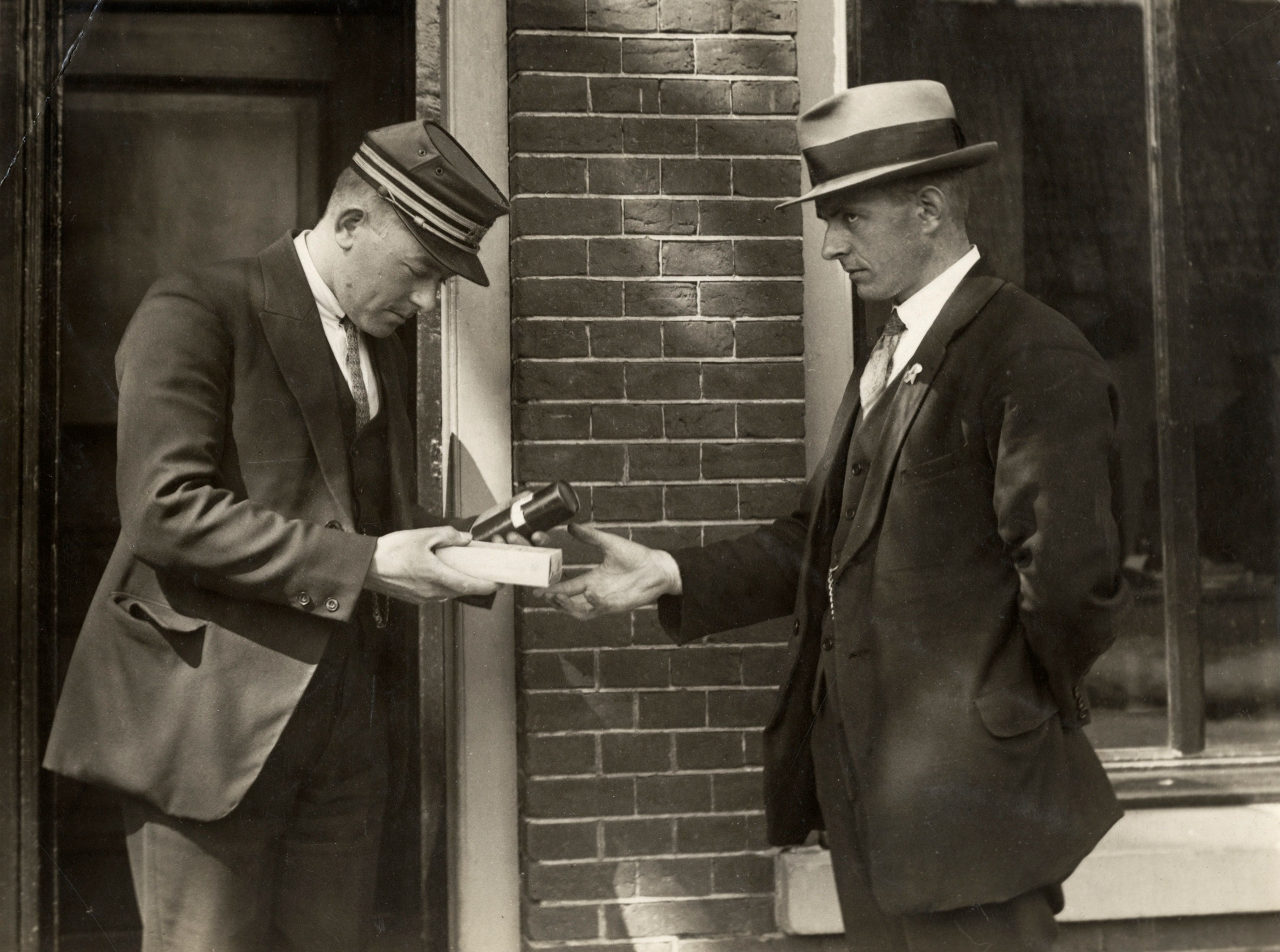
Ein Zollbeamter erhebt eine Einfuhrgebühr, 1929
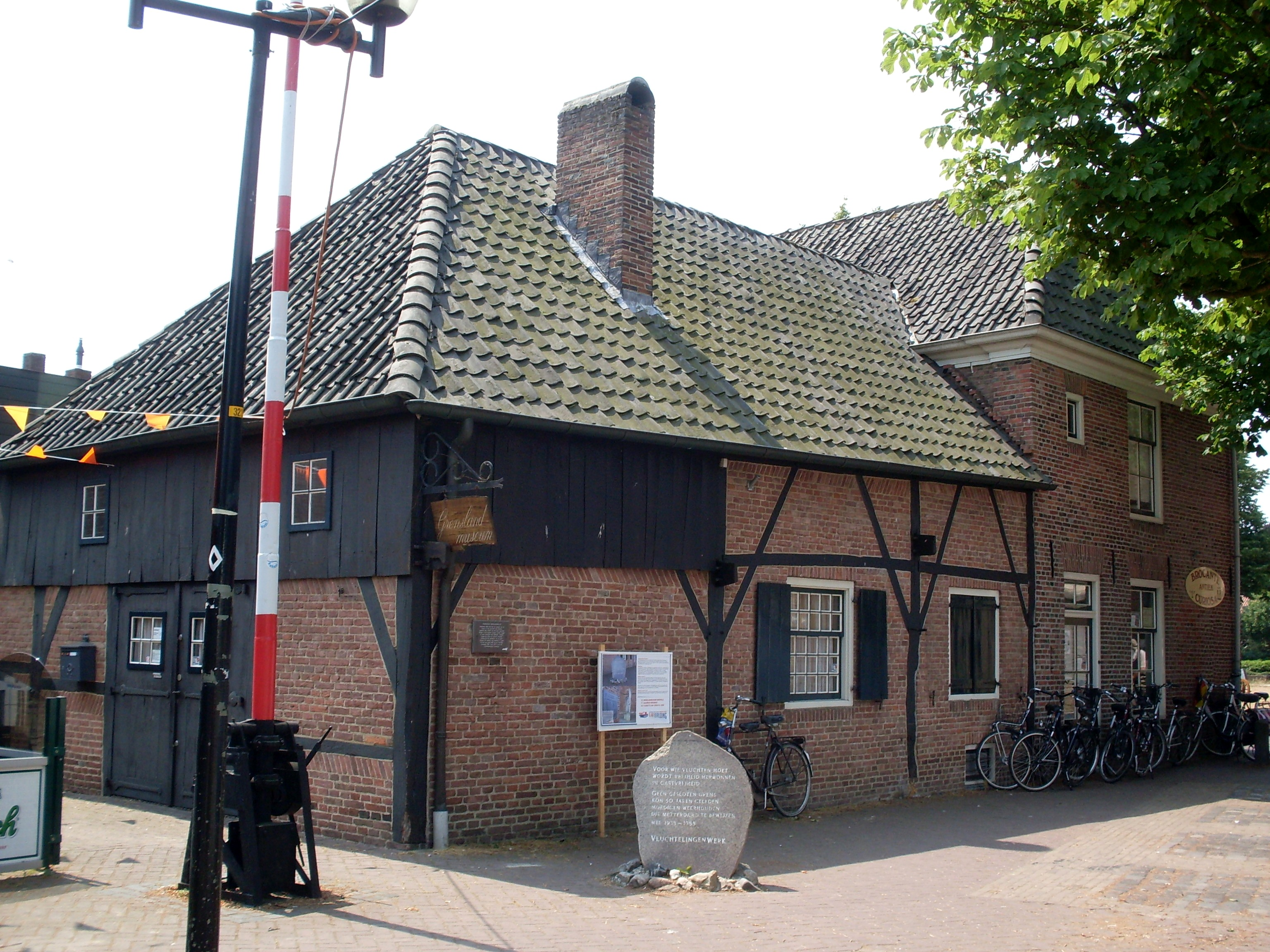
Grenslandmuseum
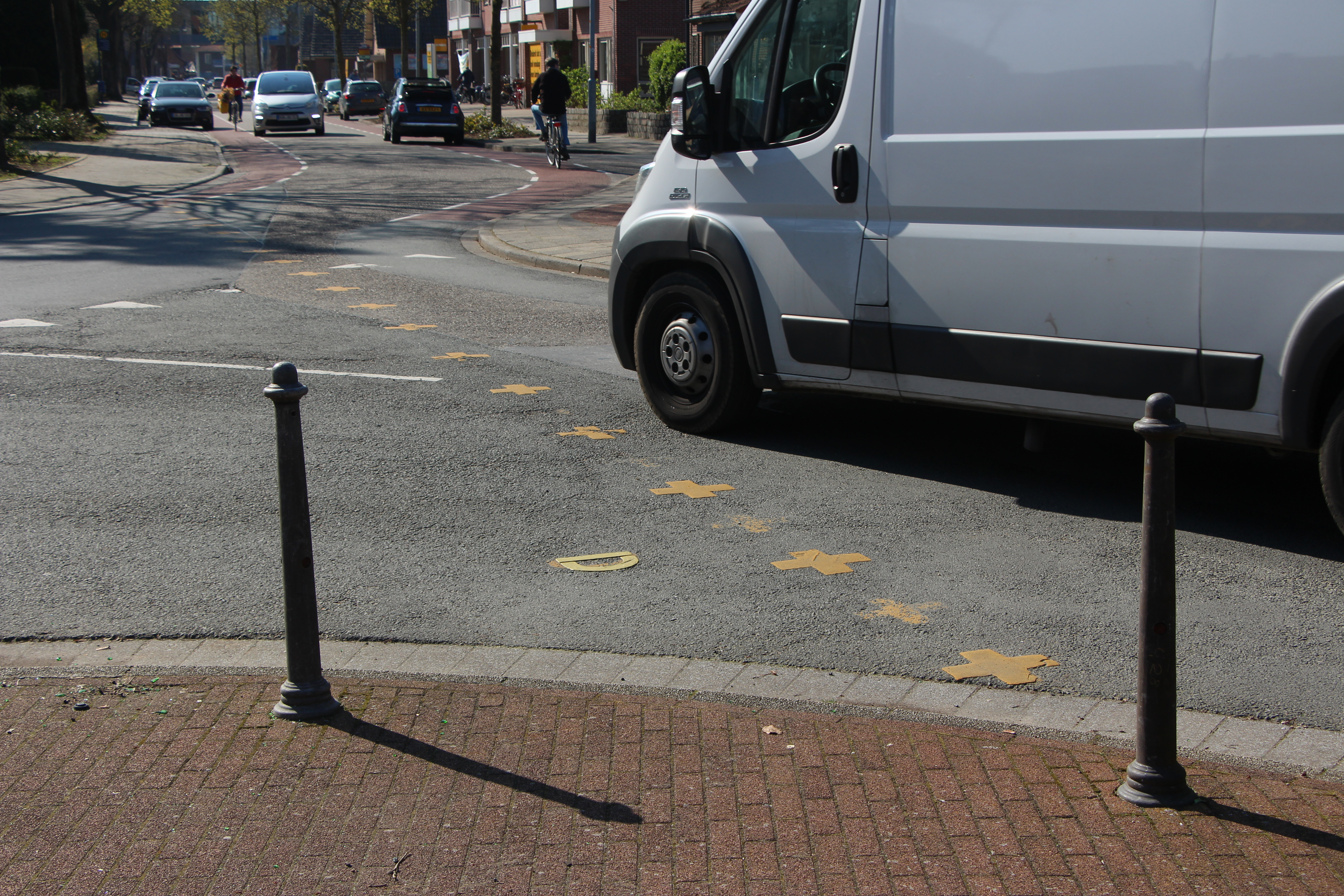
Die Staatsgrenze ist im Dorf mit gelben Kreuzen markiert.
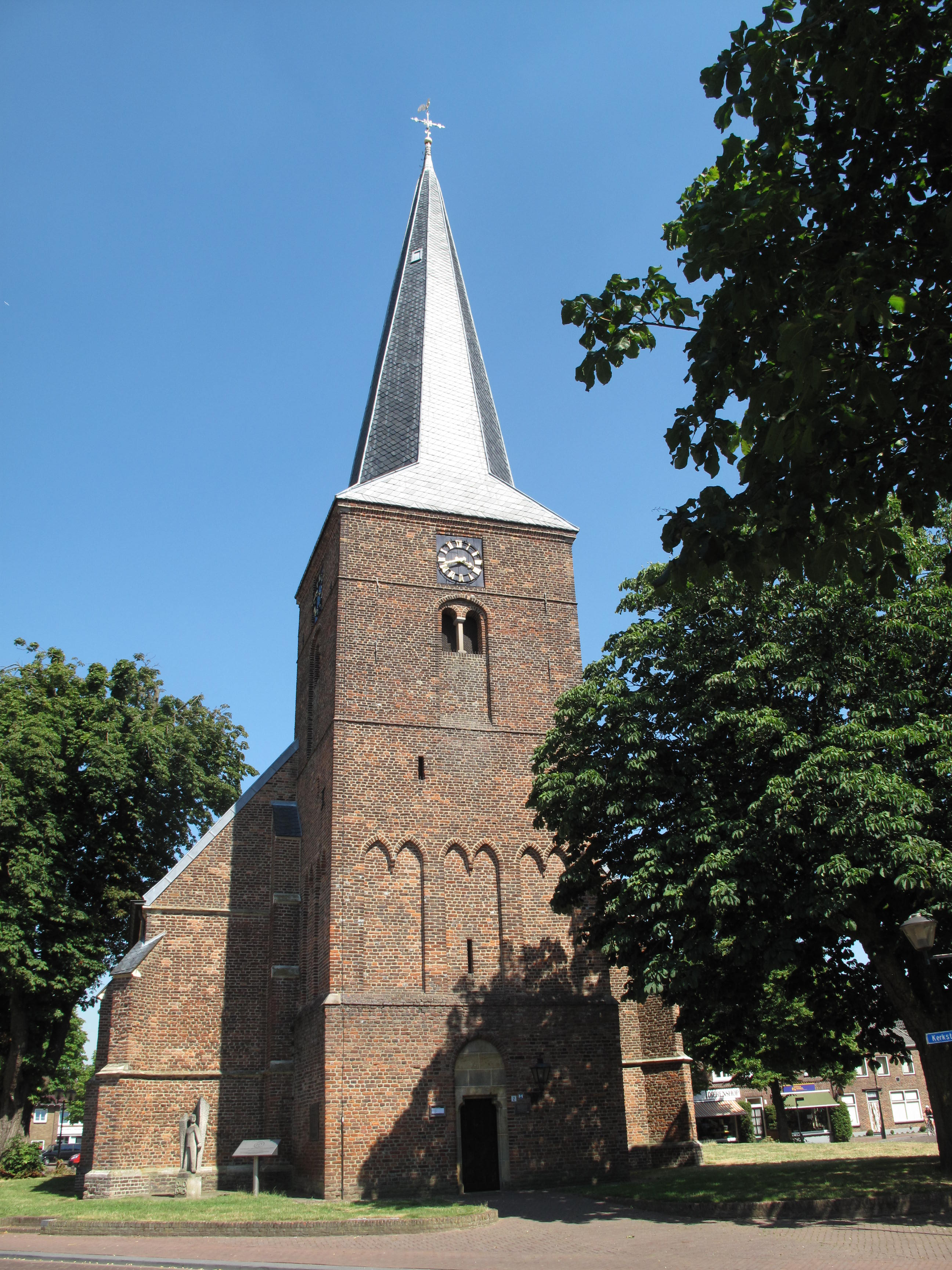
Dinxperlo, Kirche
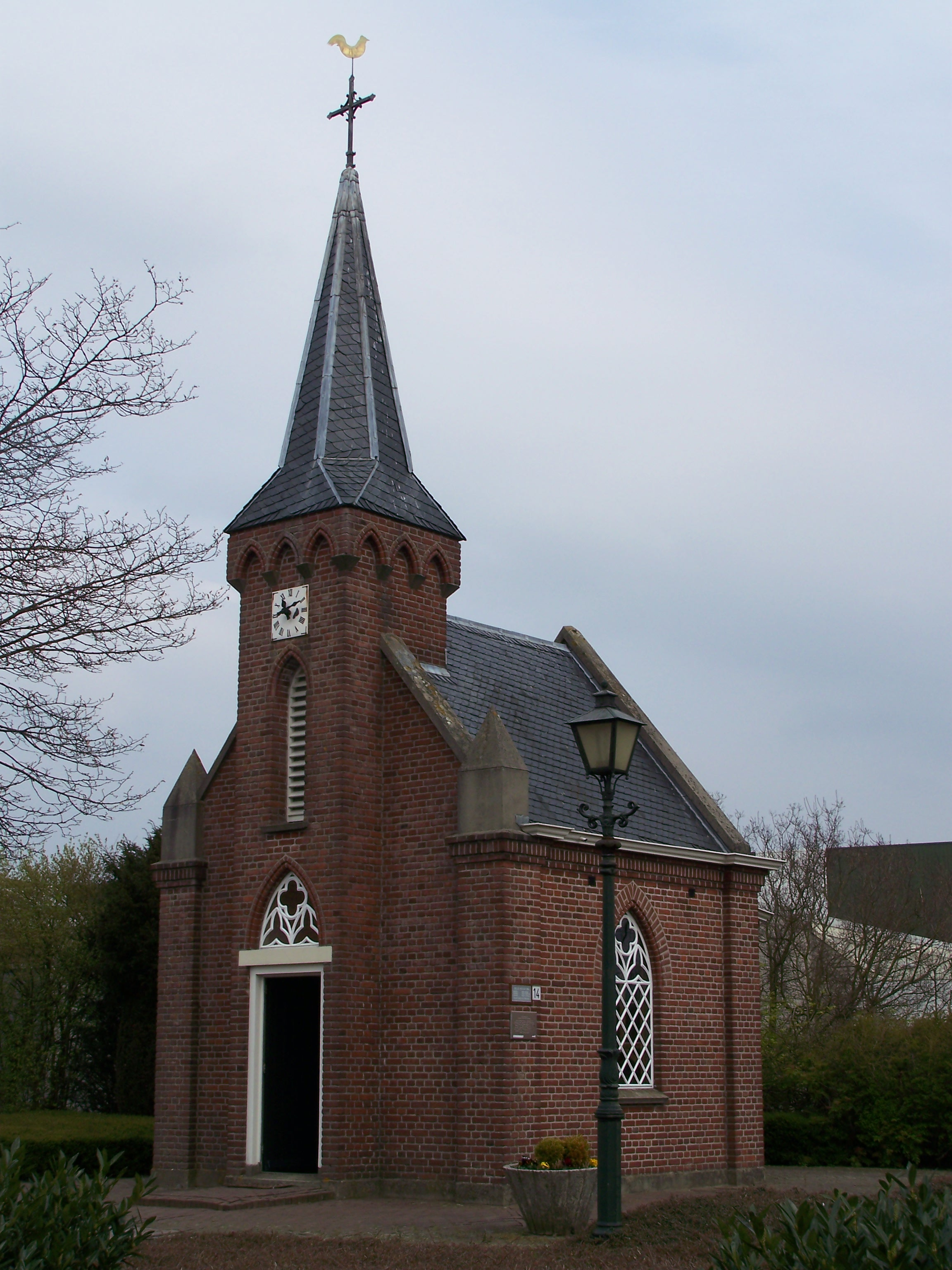
Kirche „De Rietstap“

## Politik

### Sitzverteilung im Gemeinderat
Bis zur Auflösung der Gemeinde ergab sich seit 1990 folgende Sitzverteilung:
| Partei           | Sitze | Sitze | Sitze | Sitze |
| Partei           | 1990  | 1994  | 1998  | 2002  |
| ---------------- | ----- | ----- | ----- | ----- |
| CDA              | 7     | 6     | 6     | 6     |
| Gemeentebelangen | 3     | 5     | 5     | 4     |
| PvdA             | 3     | 2     | 2     | 2     |
| VVD              | 0     | —     | —     | 1     |
| Gesamt           | 13    | 13    | 13    | 13    |